# Partino
Partino è una frazione del comune italiano di Palaia, nella provincia di Pisa, in Toscana.

## Geografia fisica
Il borgo di Partino è situato in Valdera lungo la cresta arenaria di una collina tufacea posta tra Palaia e la frazione di Villa Saletta. Il particolare terreno di questa località è definito da Giovanni Battista Rampoldi nel XIX secolo come «mirabile» perché appare ferruginoso con miscuglio di rame a contatto con l'acquaforte.
Partino dista dal capoluogo comunale poco più di 2 km e circa 42 km da Pisa.

## Storia
Partino nacque come castello in epoca altomedievale ed è documentato dal 1260 in quanto vi si trovavano alcuni possedimenti della diocesi di Lucca.
La frazione contava 238 abitanti nel 1551, poi aumentati a 506 nel 1840.

## Monumenti e luoghi d'interesse
- Chiesa di Santa Maria Assunta, chiesa parrocchiale della frazione,[5] è citata nei cataloghi della diocesi di Lucca del 1260,[3] mentre attualmente è compresa in quella di San Miniato.[5] In un documento redatto a Pisa il 30 dicembre 1412 si legge che ne fu rettore il sacerdote Jacopo di Giovanni.[3] Il territorio della parrocchia di Partino conta circa 250 abitanti.[5]